# Wladimir Michailowitsch Besobrasow

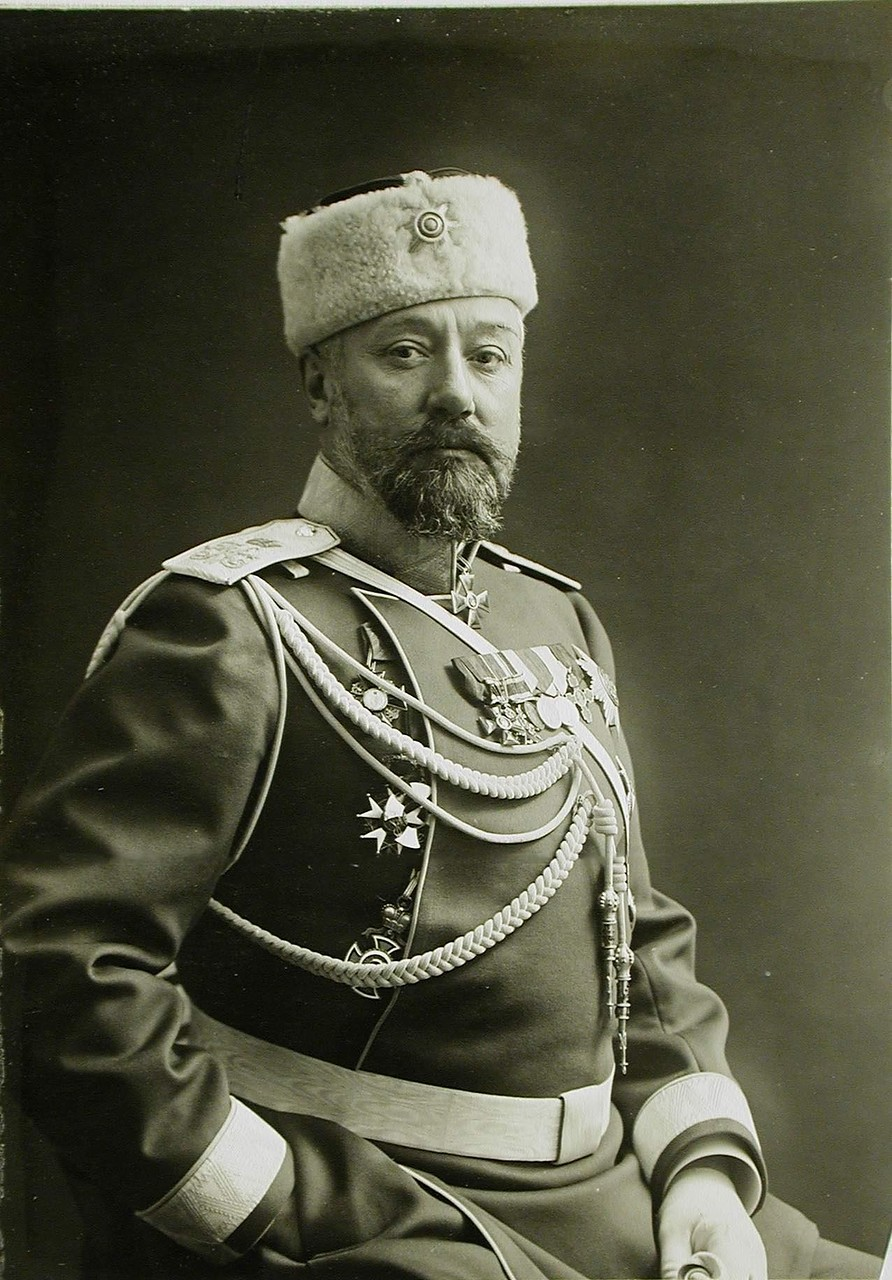
Wladimir Michailowitsch Besobrasow

Wladimir Michailowitsch Besobrasow, russisch Владимир Михайлович Безобразов (* 11. Januar 1857 in Sankt Petersburg; † 19. September 1932 in Nizza) war ein russischer General der Kavallerie, im Ersten Weltkrieg Kommandeur des Gardekorps, Generaladjutant des Zaren und 1916 während der Brussilow-Offensive Oberbefehlshaber der sogenannten Besonderen Armee.

## Leben

### Herkunft
Er war der Sohn des Petersburger Bezirksvorstandes und kaiserlichen Kammerherrn Graf Michail Alexandrowitsch Besobrasow (1815–1879) und seiner Frau Olga Grigorjewna, geborene Gräfin Nostitz (1828–1894). Jüngerer Bruder des Staatssekretärs Alexander Michailowitsch Besobrasow (1853–1931), Enkel (väterlicherseits) des Senators Alexander Michailowitsch Besobrasow (1784–1871) und Enkel (mütterlicherseits) des Generals Karl von Nostitz-Jänkendorf (1781–1838), Urenkel des Generals Graf Fjodor Grigorjewitsch Orlow (1741–1796).

### Militärkarriere
Er trat im Januar 1877 als Fähnrich in das 8. Wosnessenski-Infanterie Regiment ein und nahm am Russisch-Türkischen Krieg 1877–78 teil. Nach seinem Wechsel in das 8. Kavallerie-Regiment der Kaiserlichen Garde wurde er am 30. August 1880 zum Leutnant, am 8. August 1884 zum Stabskapitän und am 24. April 1888 zum Rittmeister befördert. Am 30. August 1891 erreichte er den Rang des Obersten und am 8. September 1896 wurde er nach vierjährigem Dienst Führer einer Eskadron im  9. Ulanen-Regiment, das er ab 30. Mai 1900 als Gardekavallerie-Regiment „Maria Fjodorowna“ selbst kommandierte. Am 22. Juli 1900 wurde er zum Generalmajor befördert und erhielt am 6. April 1904 das Kommando über die 1. Brigade der 1. Garde-Kavalleriedivision.
General Besobrasow war einer der Gründer des kaiserlichen russischen Automobilclubs, der am 15. Mai 1903 auf Initiative von Pawel Pawlowitsch Bekel gegründet wurde. Bei der ersten Sitzung der Gesellschaft wurde Besobrasow zum Vorsitzenden des Club gewählt.
Am 6. November 1906 wurde er zum Kommandeur der Kavallerieoffiziersschule ernannt. Am 22. April 1907 stieg er zum Generalleutnant auf und seit 5. Januar 1909 fungierte er als Kommandeur der 2. Garde-Kavalleriedivision. Am 29. Januar 1912 wurde er mit dem Kommando des Gardekorps betraut und am 14. April 1913 erreichte er den Rang des Generals der Kavallerie.

### Im Ersten Weltkrieg
Zu Beginn des Ersten Weltkrieges kommandierte er die Gardetruppen im Rahmen der 4. Armee unter General Ewert in der Schlacht in Galizien. Das Korps deckte Ende August 1914 vom westlichen Weichselufer das Vorgehen der russischen 4. Armee aus dem Raum Lublin nach Süden. Am 6. September konnten seine Truppen den Vorstoß des österreichisch-ungarischen X. Korps bei Targawki stoppen und zurückwerfen, für diese Leistung wurde er mit dem Militärorden des Heiligen Georg ausgezeichnet. Während der Schlacht zwischen Krakau und Tschenstochau (November 1914) konnten seine Truppen den feindlichen Durchbruch an der Naht zwischen der russischen 4. und 9. Armee verhindern. Bis zum Ende des Jahres 1914 fungierte Besobrasows Korps (1. und 2. Garde-Division und Garde-Schützenbrigade) als Reserve der mittleren Front im Raum Warschau. Am 15. Dezember 1914 wurde er zum Generaladjutanten des Zaren ernannt.
Im Frühjahr 1915 war das Gardekorps der 12. Armee und ab Juni 1915 der 3. Armee unter General Leonid Lesch zugeteilt. Während der Schlacht von Krasnostaw (16. bis 18. Juli 1915) standen seine Truppen dem preußischen Gardekorps gegenüber. Er widersetzte sich dem Großen Rückzug der Armee und wurde am 25. August 1915 dem Oberbefehlshaber zur Verfügung gestellt. Am 26. November 1915 wurde er nach der Aufstellung des II. Gardekorps, das mit dem Garde-Kavalleriekorps verschmolzen wurde, zum Kommandeur dieser Reserve-Einheit ernannt, welcher zunächst bei der Nordwestfront im Raum Wolochisk ? konzentriert wurde.
Am 2. Juni 1916 wurde er Kommandant aller Garde-Truppen. Am 26. Juni beschloss die Stawka den Hauptschlag der Südwestfront unter General Alexei Brussilow durch den Einsatz der Besonderen Armee, deren Oberbefehl General Besobrasow übertragen wurde, zu unterstützen. Bei der Brussilow-Offensive wurden General Besobrasow im August 1916 auch die 3. Armee und der rechte Flügel der 8. Armee (I. und XXXV. Armeekorps und V. Kavalleriekorps) als eigenständige Armeegruppe unterstellt. Die zum Durchbruch auf Kowel angesetzte Besondere Armee war aus dem  I. Gardekorps (General der Kavallerie Großfürst Paul) und dem II. Gardekorps (General der Kavallerie Rauch) und Garde-Kavalleriekorps (General der Kavallerie Hussein Khan Nachtschiwanski) gebildet. Obwohl die Armeegruppe Besobrasow etwa 20.500 Gefangene einbringen konnte, war sie nicht in der Lage, die gegnerische Heeresgruppe Linsingen am 3. August zu durchbrechen.
Nach schwieriger Umgruppierung startete Besobrasow am 8. August 1916 einen zweiten Angriff: das zusätzlich unterstellte XXX. Armeekorps wurde gestoppt und das I. Armeekorps wurde mit einem Verlust von etwa 4000 Soldaten zurückgeschlagen. Das I. Gardekorps hatte beim Angriff aus dem Kuckhara-Wald große Verluste erlitten und musste sich ebenfalls zurückziehen. Das russische II. Garderkorps versuchte am 9. August vergeblich aus dem westlichen Stochod-Brückenkopf bei Witoniez hervorzubrechen, am 11. August musste die Offensive endgültig eingestellt werden. Die Besondere-Armee wurde an die Westfront verlegt, General der Kavallerie Besobrasow wurde am 14. August von seinem Kommando abberufen, verblieb aber im Hauptquartier des Zaren. Am 28. Februar 1917 forderte er in Sankt Petersburg vergeblich entschlossenes Handeln gegenüber den Aufständischen. Nach der Oktoberrevolution von 1917 floh er nach Kopenhagen und ging dann mit seiner Gattin ins französische Exil nach Nizza.

## Familie
Wladimir Michailowitsch war mit der Hofdame und Gräfin Nadeschda Stenbock-Fermor (1. Juli 1871–13. Juni 1944) verheiratet, einer Tochter des Grafen Wladimir Alexandrowitsch Stenbock-Fermor (1849–1897) und der Comtessa Eudokia Iwanowna Apraxin (1850–1875). Aus der Ehe stammen die Kinder Wladimir, Eudokia, Michail, Olga, Georgi, Elisabeta, Maria und Irene.